# Patrick Laval
Pour les articles homonymes, voir Laval.
Patrick Laval est un acteur français.

## Filmographie

### Cinéma
- 1973 : Bel ordure de Jean Marbœuf : un voyou
- 1976 : L'Acrobate, film de Jean-Daniel Pollet : Roméo
- 1976 : Lumière de Jeanne Moreau : Donald
- 1976 : À l'ombre d'un été de Jean-Louis van Belle : Jean-René
- 1978 : Genre masculin de Jean Marbœuf : François
- 1979 : La Ville des silences de Jean Marbœuf : le commissaire de Paris
- 1990 : Bienvenue à bord ! de Jean-Louis Leconte
- 1993 :  La Brune de Laurent Carcelès : le médecin
- 2006 : Coup de sang de Jean Marbœuf

### Télévision
- 1975 : Une ténébreuse affaire d'Alain Boudet : Robert d'Hauteserre
- 1977 : Les Enquêtes du commissaire Maigret, épisode Au rendez-vous des Terre-Neuvas de Jean-Paul Sassy : Gaston Buzier
- 1977 : Un juge, un flic de Denys de La Patellière, première saison (1977), épisode Les Hochets
- 1980 : Jean Jaurès: vie et mort d'un socialiste d'Ange Casta : le capitaine Gérard
- 1981 : L'Agence Labricole : Ambroise Lapin
- 1983 : Les Capricieux de Michel Deville : le capitaine